# Thria distincta
Thria distincta là một loài bướm đêm trong họ Noctuidae.